# Baishan
Pour le chef Apache, voir Baishan.
Baishan (chinois : 白山 ; pinyin : Báishān) est une ville du sud-est de la province du Jilin en Chine. Elle a porté le nom de Hunjiang jusqu'en mars 1994 et tire son nouveau nom du mont Paektu (Changbai Shan en chinois). Son chef-lieu se trouve dans le district de Hunjiang.

## Histoire

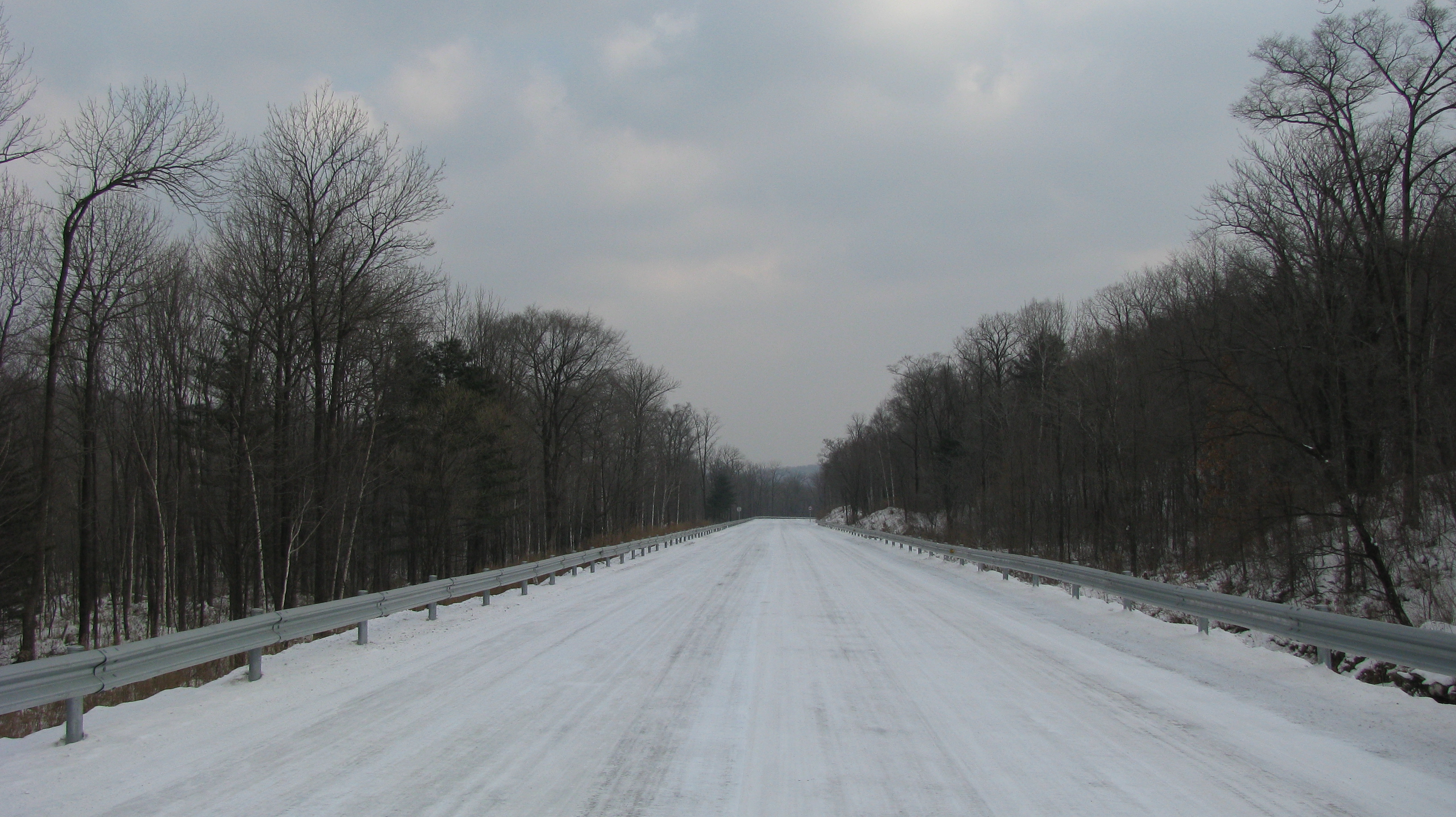
La route S303 à Jiangyuan.

En 1902, le gouvernement impérial des Qing fonde le district de Linjiang dans la région de Baishan. Au temps du Mandchoukouo, ce district est sous la juridiction de Tonghua. En mars 1959, Linjiang est promue au statut de ville-district et renommée en Hunjiang mais reste tributaire de Tonghua. Ce n'est qu'en 1985 qu'elle obtient le statut de ville-préfecture.

## Économie
En 2004, le PIB total a été de 12,9 milliards de yuans, et le PIB par habitant de 9 760 yuans.
Baishan porte le titre de Ville internationale de l'eau minérale. Le barrage de Baishan (en) y a été mis en service en 1984.

## Subdivisions administratives
La ville-préfecture de Baishan exerce sa juridiction sur six subdivisions - deux districts, une ville-district, deux xian et un xian autonome :

Subdivisions administratives de Baishan

| Subdivisions | Habitants (est. 2003) | Superficie (km2) | Densité (hab./km2) | Statut               |
| ------------ | --------------------- | ---------------- | ------------------ | -------------------- |
| Hunjjiang    | 330 000               | 1388             | 238                | District urbain      |
| Jiangyuan    | 260 000               | 1348             | 193                | District urbain      |
| Linjiang     | 180 000               | 3009             | 60                 | Ville-district       |
| Fusong       | 300 000               | 6150             | 49                 | Xian                 |
| Jingyu       | 140 000               | 3094             | 45                 | Xian                 |
| Changbai     | 80 000                | 2496             | 32                 | Xian autonome coréen |